# Escuadrón 100
El Escuadrón 100 fue una unidad secreta del Ejército Imperial Japonés que se enfocó en el desarrollo de armas biológicas durante la Segunda Guerra Mundial. Fue operado por el Kenpeitai, la Policía militar del Imperio de Japón. Estaba ubicado en Mokotan, Manchukuo, un pueblo al sur de la ciudad de Changchun y fue enmascarada como una "unidad de prevención epidémica y de suministro de agua".

## Misión
El principal propósito del Escuadrón 100 era llevar a cabo investigación sobre enfermedades que se originaban en animales. Como la mayoría de ejércitos todavía dependían en gran medida de los caballos, el Ejército Imperial Japonés esperaba encontrar medios para matarlos y, por tanto, debilitar el poder militar de sus enemigos. Además, esperaban propagar enfermedades a través de animales portadores. Para este fin, también se llevaron a cabo experimentos con seres humanos, pero se han preservado pocos registros o pruebas de experimentación humana. En la práctica, el Escuadrón 731 fue el grupo encargado de desarrollar armas biológicas. Si bien era más pequeño que el Escuadrón 731, el Escuadrón 100 era una gran organización. Al año, su capacidad productiva de bacterias estaba proyectada para alcanzar una tonelada de Bacillus anthracis, 500 kilogramos de Burkholderia mallei y 100 kilogramos de hongos rojos; sin embargo, nunca lograron su meta, debido a la escasez de equipamiento.
El Sargento Kazuo Mitomo describió algunos de los experimentos realizados por el Escuadrón 100:
"Puse como un gramo de heroína en una gacha y se la di a un prisionero civil chino que se la comió; aproximadamente 20 minutos después perdió el conocimiento y se mantuvo en ese estado hasta que murió 15-16 horas después. Sabíamos que esa dosis de heroína es fatal, pero no nos interesaba si él moría o vivía. En algunos prisioneros experimenté 5-6 veces, observando la acción de la correhuela coreana, bactal y semillas de ricino. Uno de los prisioneros de nacionalidad rusa quedó tan exhausto de los experimentos hasta el punto que ya no se podía experimentar más en él, y Matsui me ordenó que lo matara inyectándole cianuro de potasio. Luego de la inyección, el hombre murió inmediatamente. Los cuerpos eran enterrados en el cementerio para ganado del escuadrón".
El líder de escuadrón, Yujiro Wakamatsu, ordenó a Hirazakura que compre cientos de reses y las ponga a pastar en la frontera con la Unión Soviética al noreste de Hailar, listas para ser infectadas por dispersión aérea. Esperaban que ante una invasión soviética, las reses infectadas se mezclarían con las manadas locales, causando epidemias y destruyendo los suministros de comida.